# غار دیر
غار دیر (ایتالیایی: Grotta dei Cervi) ییک غار طبیعی در ساحل سالنتو در نزدیکی شهر پورتو بادیسکو، در حدود ۸ کیلومتر (۵٫۰ مایل) جنوب اوترانتو در آپولیاا، ایتالیا است که تا سال ۱۹۷۰ ناشناخته بود و پس از کشف گالری‌های پیچیده، مبتکرانه و معمایی از نقاشی‌های دیواری ماقبل تاریخ، مورد توجه بین‌المللی قرار گرفت.
این مجموعه غارها طی یک کاوش معمولی در قلمرو محلی در ۱ فوریه ۱۹۷۰ توسط یک تیم از غارشناسان گروه غارشناسی Salento "Pasquale de Laurentiis" از مالیه کشف شد. نام فعلی به حضور و اهمیت تصویر گوزن در میان تصاویر غار اشاره دارد. این مکان به روی عموم بسته شد تا شرایط اولیه محیطی ضروری برای حفاظت از نقاشی‌ها مختل نشود. دسترسی به غار فقط برای پرسنل و محققان مجاز محدود است.